# Aeromere
Aeromere était une entreprise de construction mécanique et aéronautique italienne, fondé en 1958 à Arco et rachetée en 1964 par le groupe Laverda.  

## Histoire
À la disparition de Gianni Caproni le 27 octobre 1957 la Province autonome de Trente se retrouva propriétaire de l'usine Aero Caproni S.p.a d'Arco, qui produisait depuis 1950 la gamme de motocyclettes Capriolo. Pour assurer le maintien de cette activité sur place l'usine fut réorganisée en Aero Metallurgica Regionale, contracté en Aeromere.
Bénéficiant de l'héritage aéronautique Caproni, Aeromere tenta de se diversifier en produisant une série de 60 avions biplaces Aeromere Super Falco. Devenu Aero Mere en 1958, l'entreprise s'est ensuite orienté vers la réalisation de planeurs et a construit l'Aer Pegaso M 100S.
En 1960, le marché de la moto étant en forte régression en Italie, la firme se lança également dans la construction de bateaux à moteur en bois de petite taille. 
La production de motocycles fut cédée à Zanetti en 1964 et Aero Mere vendu au groupe Laverda, qui devait encore produire une petite série de Super Falco.  